# Fen Causeway
Fen Causeway o Fen Road è il nome moderno di una strada romana in Inghilterra che passa tra Denver, Norfolk a est e Peterborough a ovest.   Il suo percorso copre 39 km, passando per March e Eldernell (vicino a Whittlesey) prima di unirsi alla principale direttrice romana di Ermine Street a ovest dell'odierna Peterborough. La Fen Causeway forniva un collegamento dal nord e dall'ovest dell'Inghilterra all'East Anglia . 
È possibile che il percorso proseguisse poi a est di Denver per incontrare Peddars Way a Castle Acre.
Si pensa che la strada fosse stata rialzata al di sopra del terreno paludoso utilizzando ghiaia e che raggiungesse la larghezza di 18 m. In prossimità della sua estremità occidentale si avvicina ad un percorso risalente all'età del bronzo che attraversa Flag Fen. In quel sito archeologico, visitabile, è possibile vedere un tratto della via romana.